# Bajiao, Hubei
Bajiao (kinesiska: 芭蕉, 芭蕉侗族乡) är en socken i Kina. Den ligger i provinsen Hubei, i den centrala delen av landet, omkring 470 kilometer väster om provinshuvudstaden Wuhan. Antalet invånare är 49875. Befolkningen består av 24 368 kvinnor och 25 507 män. Barn under 15 år utgör 19,0 %, vuxna 15-64 år 68 %, och äldre över 65 år 12,0 %.
Genomsnittlig årsnederbörd är 1 580 millimeter. Den regnigaste månaden är september, med i genomsnitt 287 mm nederbörd, och den torraste är december, med 18 mm nederbörd.